# José Toledo González
José Toledo González (Granadilla de Abona, Tenerife, Illes Canàries, 1943 - 26 de març de 2009) va ser un metge i cirurgià toràcic espanyol.
Va ser un dels grans especialistes en cirurgia del tòrax. Va emigrar de la seva terra per estudiar Medicina a Cadis, després a Madrid i posteriorment al Regne Unit. També va treballar a la Fundació Jiménez Díaz i en el Sanatori Antituberculós de Cantoblanco. Finalment va treballar durant 30 anys a l'Hospital 12 d'Octubre, on el novembre de 1973 va aconseguir la plaça de Cap de Secció d'aquest hospital. Allà va estar entre el 1973 i el 1989. Va organitzar i va dirigir un dels més prestigiosos centres espanyols en Cirurgia toràcica, i en el seu servei es van realitzar diversos cursos amb destacades figures d'aquesta branca de la cirurgia, com els professors Grillo, Martini, Pearson, Milano i Butchart, havent-se publicat múltiples treballs en les revistes de l'especialitat, nacionals i estrangeres. En el seu treball van ser temes de molt especial rellevància els de la cirurgia broncoplástica de tumors bronquials, com el carcinoide, la cirurgia de la miastènia i la mediastinoscòpia com a tècnica diagnòstica en el carcinoma broncogènic; sobre aquesta tècnica s'ha reunit una gran experiència i sobre ella s'han fet repetides revisions que pel seu gran volum, per la seva prèvia protocol·lització, per l'excel·lent qualitat de la seva realització i per la seva exhaustiva recollida i anàlisi estadística, són realment úniques, i d'absoluta referència. El Servei que ell va crear ha seguit brillantment l'impuls que ell li va donar i ha estat per a ell una gran satisfacció conèixer els recents èxits en el camp del trasplantament de pulmó.
Va ser un dels pioners de la cirurgia toràcica a Espanya, i també va destacar per la seva defensa de la sanitat pública, i va presidir associacions dedicades a l'estudi i desenvolupament de la cirurgia del mediastí. Va estar al capdavant de la Presidència de la Societat Espanyola de Pneumologia i Cirurgia Toràcica (SEPAR), que va exercir en dos mandats, entre 1986 i 1988, i després entre 1989 i 1990, on va deixar una profunda petjada. Durant el seu mandat es van aprovar uns nous Estatuts de la Societat, es va validar a partir de llavors el vot per correu, es va crear la Fundació Espanyola de Patologia Respiratòria, es va canviar la seu i es va accelerar el desenvolupament organitzatiu de SEPAR.
Durant els últims anys, després que es va jubilar el juny de 2001, una malaltia progressiva i implacable que li va escurçar la vida li va impedir fins i tot comunicar-se amb les paraules. Després del seu traspás el 26 de març, la seva dona, la Teresa Monsalve, i els seus fills, la Marta, Jose, Íñigo i Guillermo (l'actor Willy Toledo) van traslladar i escampar les seves cendres al lloc que més va estimar, la Reserva natural especial de Montaña Roja, a El Médano, Tenerife.